# Videojuego de estrategia en tiempo real multijugador masivo en línea
Los videojuegos de estrategia en tiempo real multijugador masivos en línea o MMORTS (del inglés massively multiplayer online real-time strategy) son videojuegos de estrategia en tiempo real que permiten a miles de jugadores introducirse en un mundo virtual de forma simultánea a través de Internet, e interactuar entre ellos en tiempo real.
Se trata de videojuegos en los que el jugador debe desempeñar el papel de un líder, como un rey o caudillo en una ambientación fantástica o un general en una ambientación de ciencia ficción. Esto supone ocuparse de asuntos tales como la gestión de recursos económicos, la diplomacia y la formación de un ejército.
El juego se desarrolla en un mundo persistente que evoluciona independientemente de que los jugadores estén o no conectados.

## Algunos videojuegos (por orden alfabético)
- BattleKnight (Medievo)
- Bitefight (Vampiros)
- Celestia Conquest
- Call of War (Historia-Militarismo-Época Moderna)
- Clash of Clans (Fantasía)
- Clash royale (fantasía)
- Conan Exiles (Fantasía)
- Crowfall (Fantasía)
- Empire Strike (Fantasía)
- Evelnon (Fantasía)
- EVE Online (Espacio-Scifi)
- Forge of Empires (desde Prehistoria hasta la Actualidad)
- Foxhole (Primera Guerra Mundial)
- Game of War (Antigüedad-fantasía)
- Generation 3 (Medievo)
- Gladiatus (Antigua Roma)
- Grepolis (Dodecateísmo)
- Ikariam (Antigua Grecia)
- Imperia Online (Medievo-Imperialismo)
- KingsAge (Medievo)
- Krynea Imperial Wars (Fantasía)
- Lord of Ultima (Medievo)
- Mesians (Antigüedad)
- My Lands (Fantasía)
- My singing monsters (Fantasía)
- OGame (Espacio)
- Quinta Dimensión (juego) (Espacio)
- Shogun's Fate (Japón feudal)
- StarCraft Universe (Espacio-Scifi)
- Travian (Europa clásica)
- Vega Conflict (Espacio)